# Анапа
Анапа — місто, центр Анапського міського округу Краснодарського краю Росії. Один з осередків кубанських козаків, що походять від переселенців з України. Населення 82 695 осіб (2023).

## Географія
Місто розташоване на Чорноморському узбережжі Кавказа, на високому північно-східному березі Анапської затоки, у яку впадає річка Анапка, за 33 км на південний захід від залізничної станції Тунельна. Оточена відрогами Головного Кавказького хребта. Піщаний пляж (див. Анапський пересип) плавною дугою оточує море, утворюючи зручну і красиву бухту. Мілководдя в районі Анапи добре прогрівається. Середня температура води в купальний сезон, який триває з травня по вересень, 22-25 °C. За 20 кілометрів на південний схід від Анапи розташовується заповідник Великий Утриш.

## Історія
На місці Анапи розташовувалося поселення сіндів — античне місто Сіндська гавань (або Сіндіка). Із приєднанням до Боспорської держави (з IV століття до н. е. до III століття н. е.) зветься Горгіппія на ім'я його правителя Горгіппа.
У XIV століття генуезька колонія Мапа.
1475 року захоплена Османською імперією.
Впродовж 1781—1782 років була побудована османська фортеця.
Під час російсько-турецьких війн тричі захоплювалася російськими військами (1791, 1808, 1828).
До приходу росіян наприкінці XVIII століття селище мало адизьку назву Анапа.
Остаточно приєднана до Російської імперії за Адріанопольским мирним договором 1829 року.
Указом імператора Миколи I від 15 грудня 1846 фортеця Анапа отримала статус міста.
Курорт з 1866 року.

## Населення
За переписом 1897 року у місті проживало 6 944 осіб (3 381 чоловік та 3 563 жінки). Розподіл населення за мовою згідно з переписом 1897 року:
| Мова       | Осіб  | Відсоток |
| ---------- | ----- | -------- |
| українська | 3 033 | 43,68 %  |
| російська  | 2 991 | 43,07 %  |
| грецька    | 662   | 9,53 %   |
| вірменська | 127   | 1,83 %   |
| чеська     | 52    | 0,75 %   |
| інші       | 79    | 1,14 %   |
| Разом      | 6 944 | 100 %    |

## Клімат
Клімат середземноморського типу. Зима м'яка, з нестійким сніжним покривом. Середня температура січня +1 °C, іноді морози сягають -32 °C (2006). Літо дуже тепле, сонячне, тривале. Середня температура липня +23 °C. Спеку пом'якшують морські бризи. Опадів близько 400 мм на рік. Анапа — найсонячніше місце на Чорноморському узбережжі Кавказу (середньорічне число похмурих днів 48). Купальний сезон триває з 15 травня до 15 жовтня. Середньорічна температура — +11,6°.
| Клімат Анапи                               | Клімат Анапи | Клімат Анапи | Клімат Анапи | Клімат Анапи | Клімат Анапи | Клімат Анапи | Клімат Анапи | Клімат Анапи | Клімат Анапи | Клімат Анапи | Клімат Анапи | Клімат Анапи | Клімат Анапи |
| Показник                                   | Січ.         | Лют.         | Бер.         | Квіт.        | Трав.        | Черв.        | Лип.         | Серп.        | Вер.         | Жовт.        | Лист.        | Груд.        | Рік          |
| Абсолютний максимум, °C                    | 17,7         | 21,0         | 24,5         | 31,0         | 31,2         | 34,9         | 38,0         | 38,2         | 32,9         | 35,6         | 27,1         | 21,1         | 38,2         |
| Середній максимум, °C                      | 6,0          | 6,2          | 9,3          | 14,7         | 19,6         | 24,1         | 28,1         | 28,3         | 23,3         | 17,6         | 11,8         | 7,7          | 16,4         |
| Середня температура, °C                    | 2,7          | 2,6          | 5,6          | 10,7         | 15,5         | 20,3         | 23,6         | 23,5         | 18,8         | 13,4         | 8,1          | 4,4          | 12,4         |
| Середній мінімум, °C                       | 0,2          | −0,3         | 2,7          | 7,7          | 12,2         | 16,8         | 19,5         | 19,1         | 14,5         | 9,8          | 4,9          | 1,6          | 9,0          |
| Абсолютний мінімум, °C                     | −23,9        | −19,6        | −13,2        | −5,1         | 0,7          | 7,0          | 11,1         | 8,5          | 0,8          | −6,3         | −12,2        | −18,9        | −23,9        |
| Середня кількість сонячних годин на місяць | 72,9         | 97,1         | 148,8        | 191,0        | 272,3        | 310,1        | 339,9        | 319,1        | 251,7        | 191,5        | 102,9        | 58,6         | 2355,9       |
| Норма опадів, мм                           | 55           | 49           | 49           | 40           | 36           | 43           | 33           | 40           | 46           | 42           | 59           | 68           | 560          |
| Днів з дощем                               | 13           | 12           | 13           | 13           | 11           | 9            | 7            | 6            | 9            | 10           | 13           | 14           | 130          |
| Днів зі снігом                             | 6            | 6            | 4            | 0,2          | 0            | 0            | 0            | 0            | 0            | 0,2          | 2            | 5            | 23,4         |
| Вологість повітря, %                       | 81           | 78           | 77           | 77           | 77           | 78           | 71           | 69           | 72           | 75           | 79           | 81           | 76           |
| ------------------------------------------ | ------------ | ------------ | ------------ | ------------ | ------------ | ------------ | ------------ | ------------ | ------------ | ------------ | ------------ | ------------ | ------------ |

| Місяць              | Січень | Лютий  | Березень | Квітень | Травень | Червень | Липень  | Серпень | Вересень | Жовтень | Листопад | Грудень |
| ------------------- | ------ | ------ | -------- | ------- | ------- | ------- | ------- | ------- | -------- | ------- | -------- | ------- |
| Середня температура | 6.8 °C | 6.1 °C | 7.4 °C   | 10.6 °C | 15.1 °C | 20.0 °C | 23.1 °C | 24.1 °C | 21.1 °C  | 16.6 °C | 11.9 °C  | 8.7 °C  |

## Населені пункти, підпорядковані міській адміністрації
- Благовєщенська
- Витязево
- Сукко
- Цибанобалка
- Супсех
- Гостагаєвська
- Анапська
- Чекон
- Гай-Кодзор

## Господарство
- В окрузі — виноробство і садівництво.
- Кліматичний курорт — один з найкращих дитячих курортів.
- Підприємства харчової промисловості, обслуговуючі курорт (м'ясокомбінат, молочний завод тощо).
- Виробництво будматеріалів.
- Прядильно-ткацька фабрика.

### Транспорт
Анапа має великий міжнародний аеропорт «Витязево», залізничну станцію, міжнародний пасажирський порт, автовокзал.

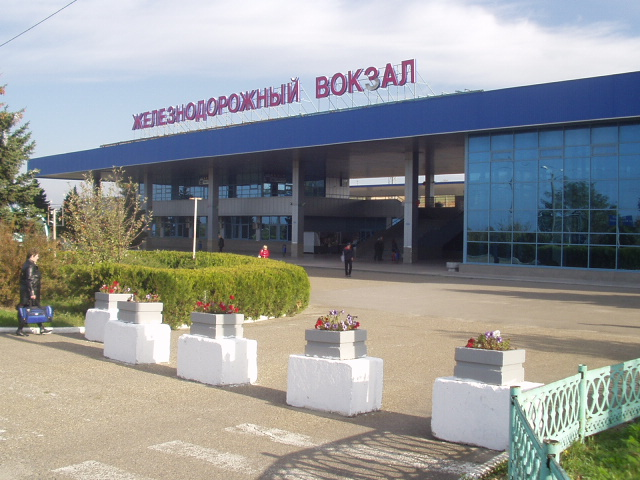
Залізничний вокзал
Логотип міжнародного аеропорту «Витязево»

## Культура
На території Анапи і муніціпалітету діє Анапське благочиння Новоросійської єпархії Кубаньської митрополії Російської православної церкви.

## Особистості

### Мешкали
- Олексій Безкровний (1785 —1833) — козацький ватажок, наказний отаман Чорноморського козацького війська.
- Міхаїл Грєшнов (1916—1991) — радянський письменник-фантаст, останні роки життя проживав у місті.

### Народилися
- Джемал-Еддін Далгат (1920—1991) — радянський диригент.
- Юлія Юріна (1994) — українська співачка.

## Галерея

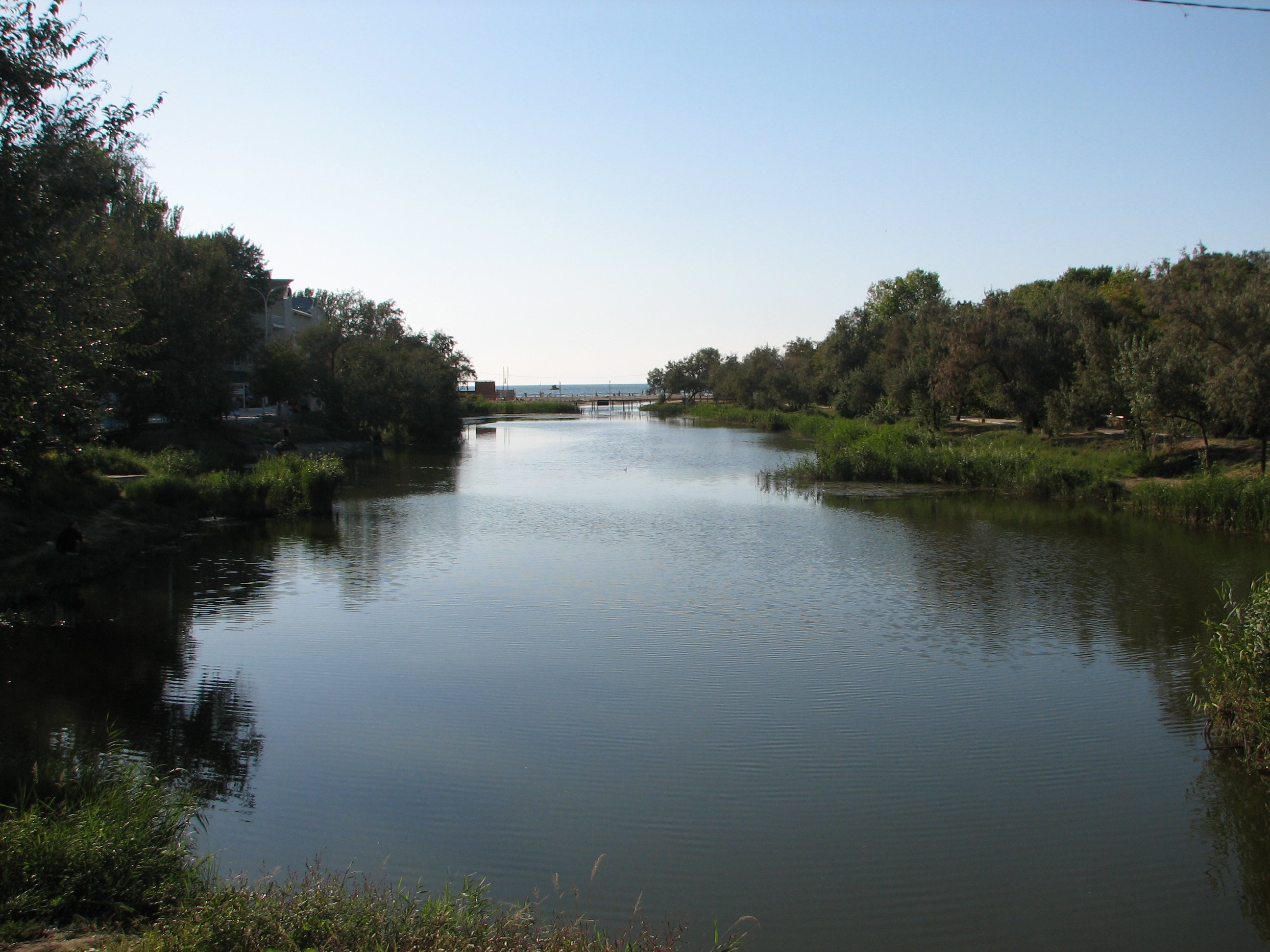
Річка Анапка
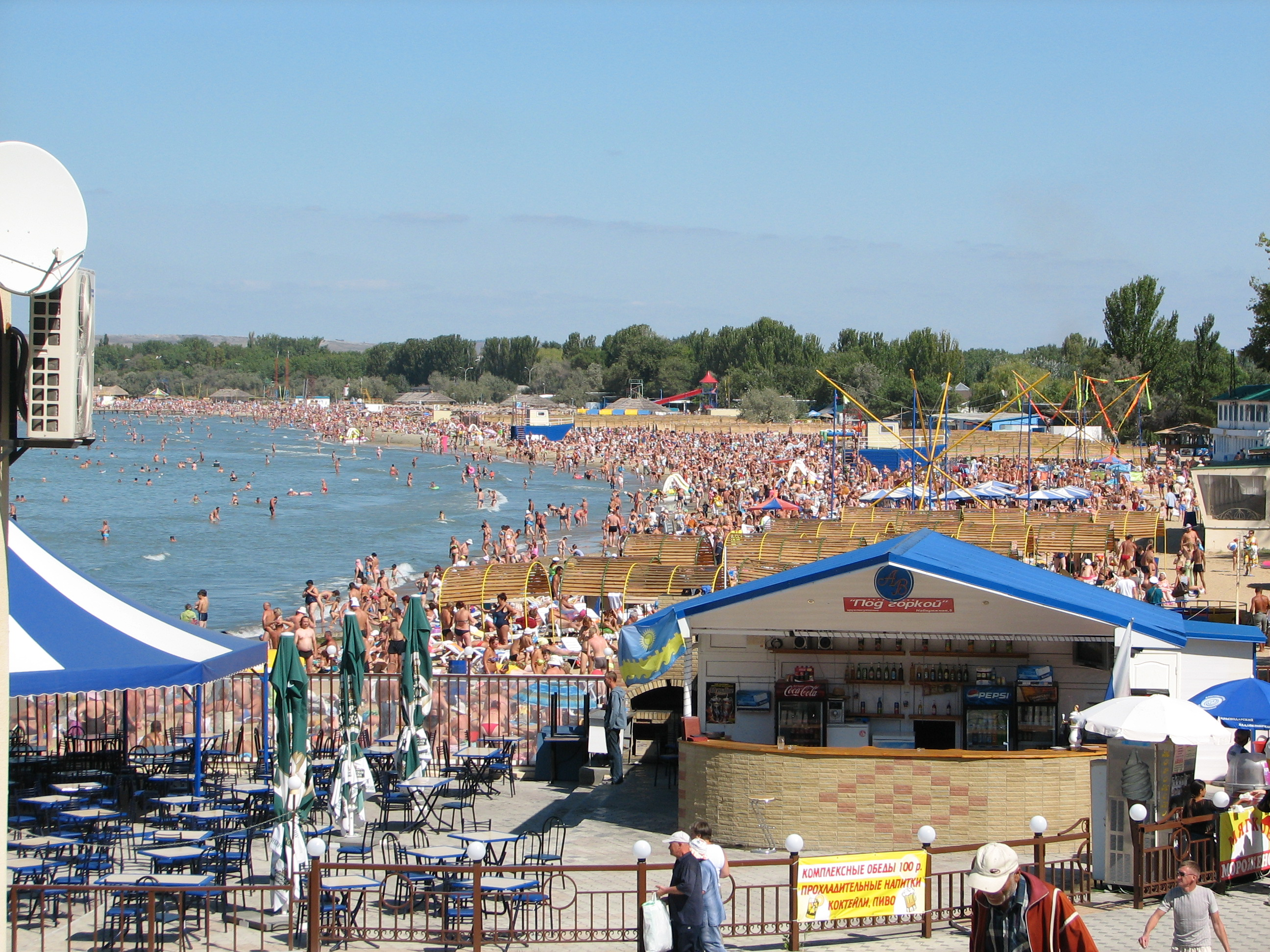
Анапський міський пляж
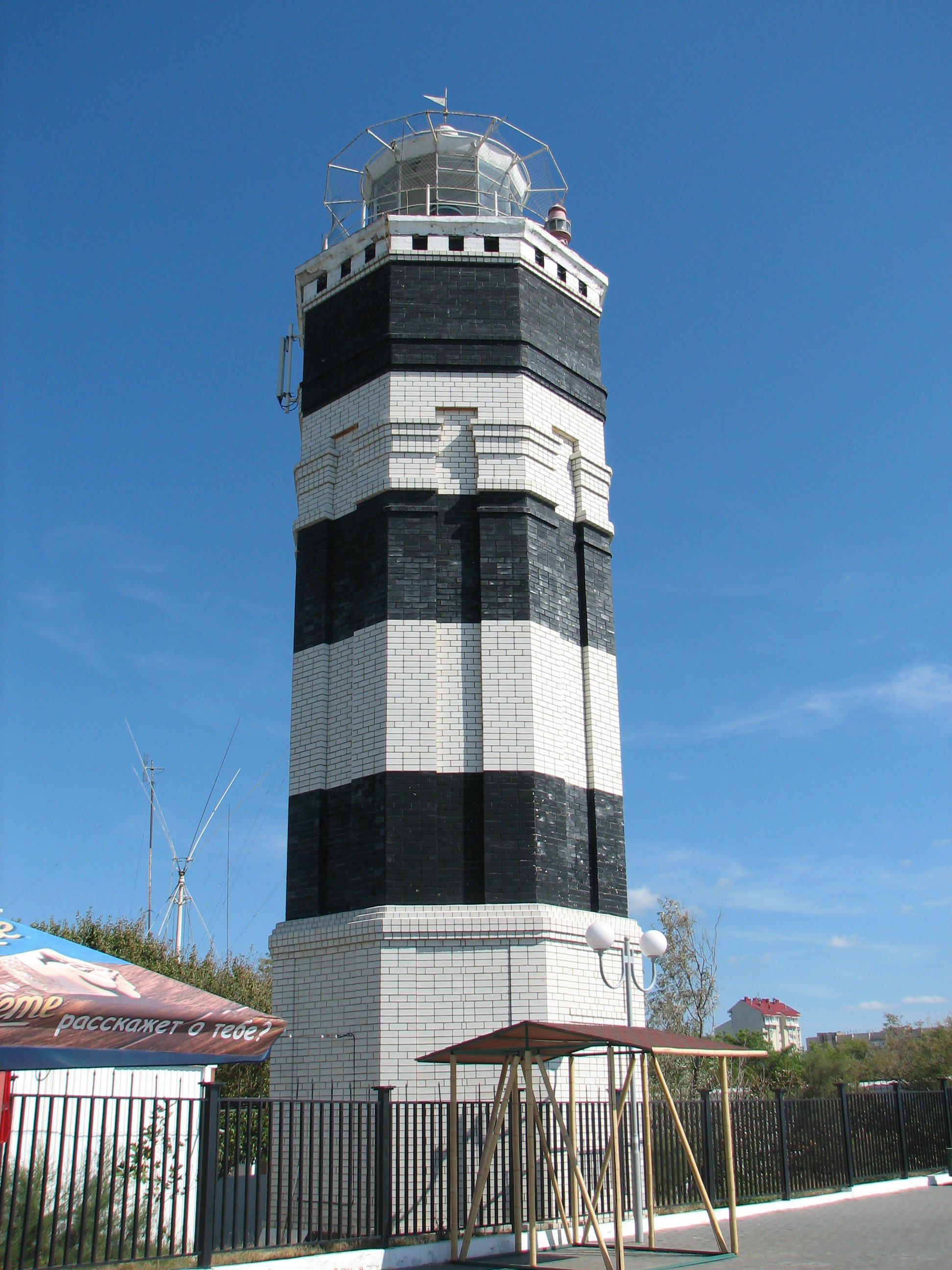
Маяк
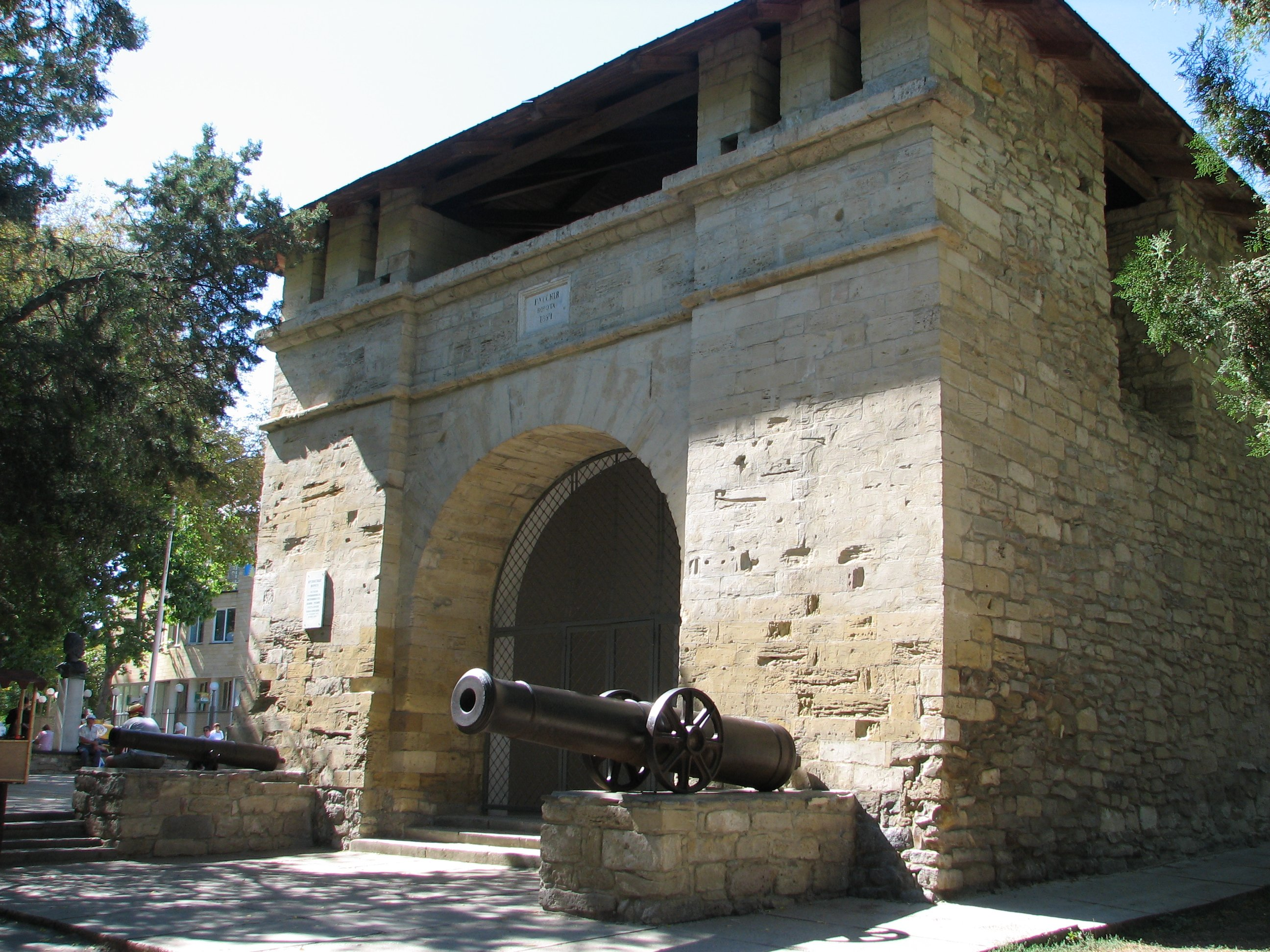
Руські ворота — залишки османської фортеці, побудованої 1783 року
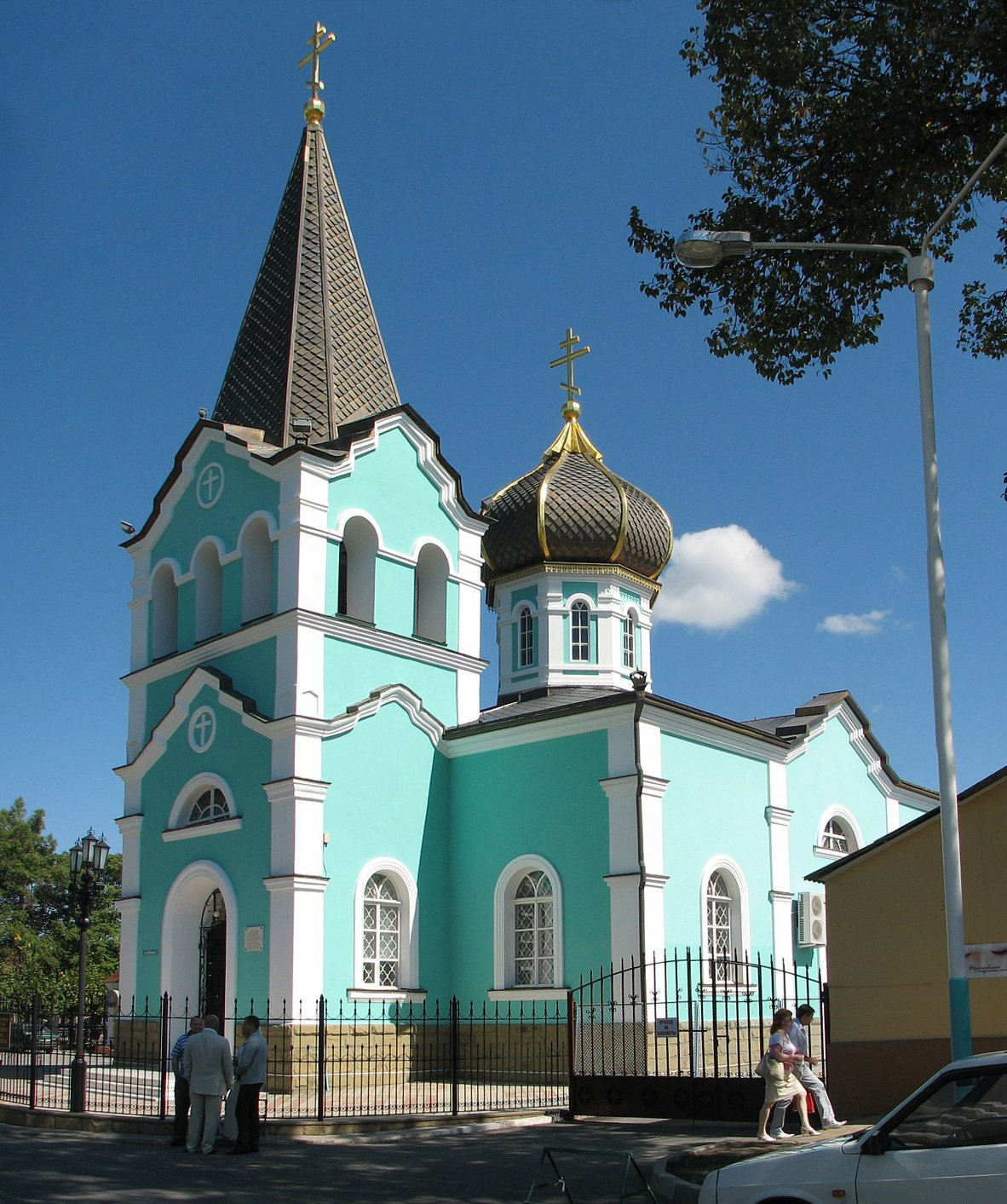
Храм святого Онуфрія Великого, який закладено 1829 року
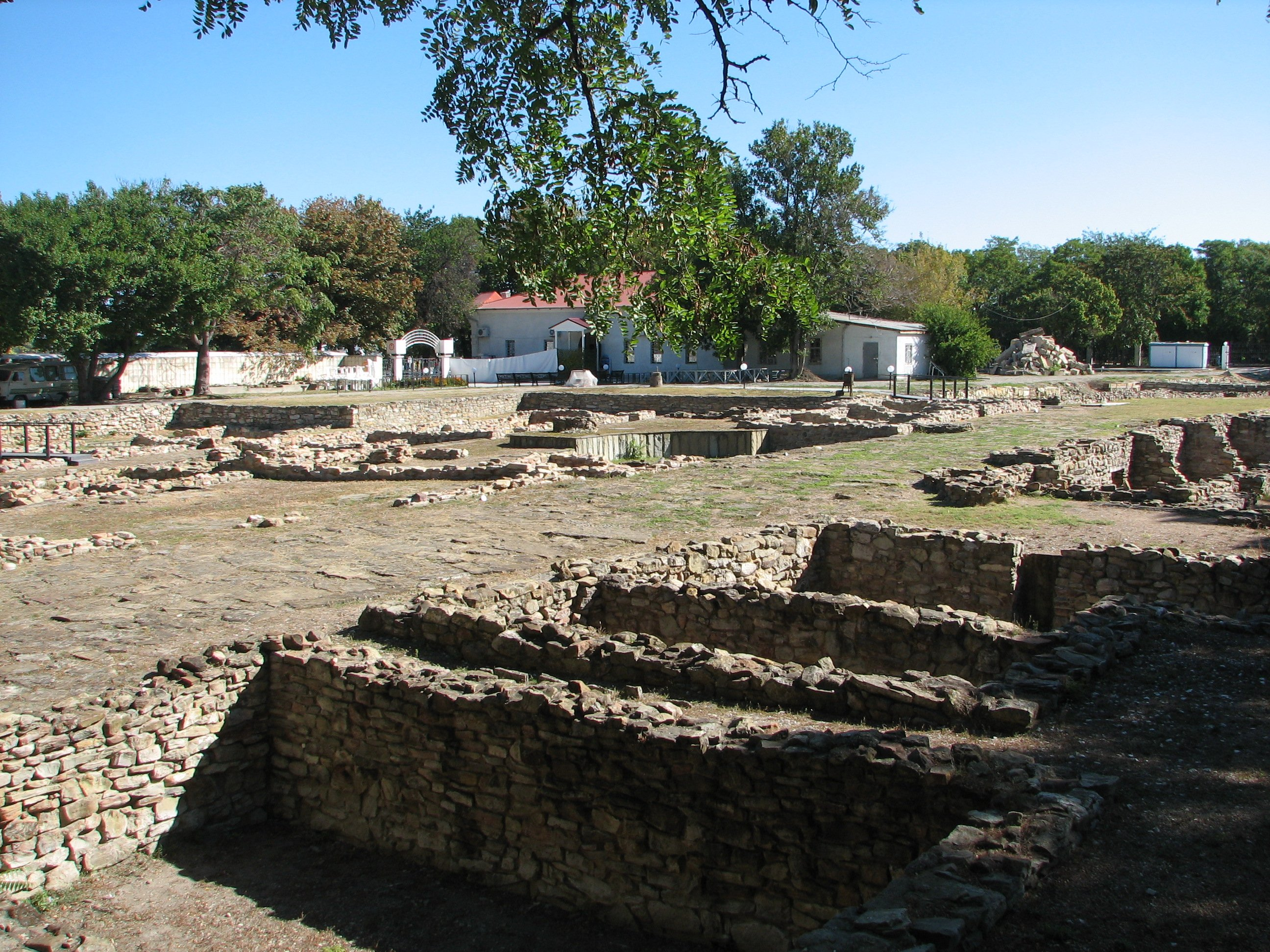
Археологічний музей «Горгіппія». Розкопки античного міста Горгиппії
Пам'ятник отаману Безкровному[3]
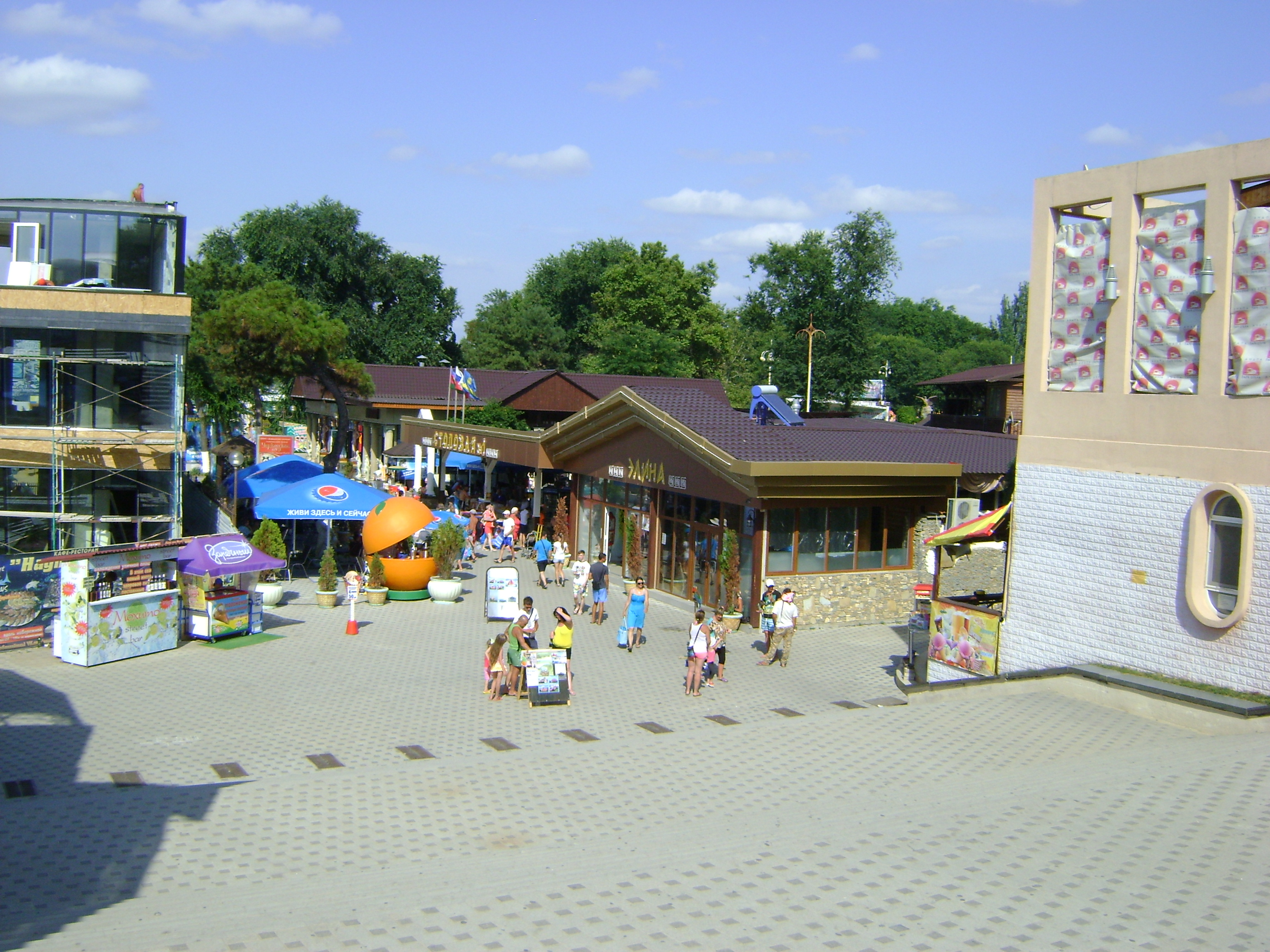
Набережна Анапи
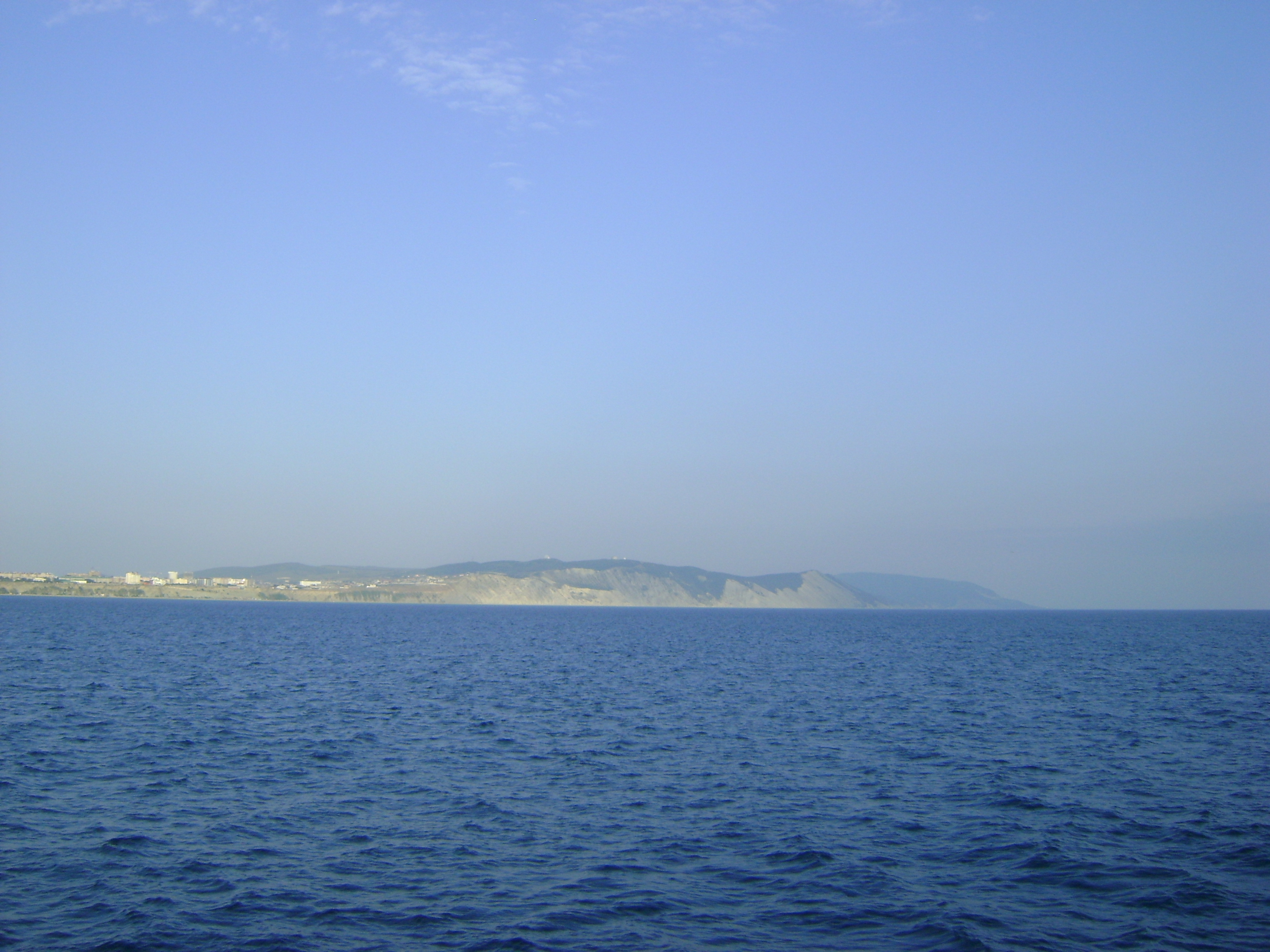
Вигляд на Анапу з моря
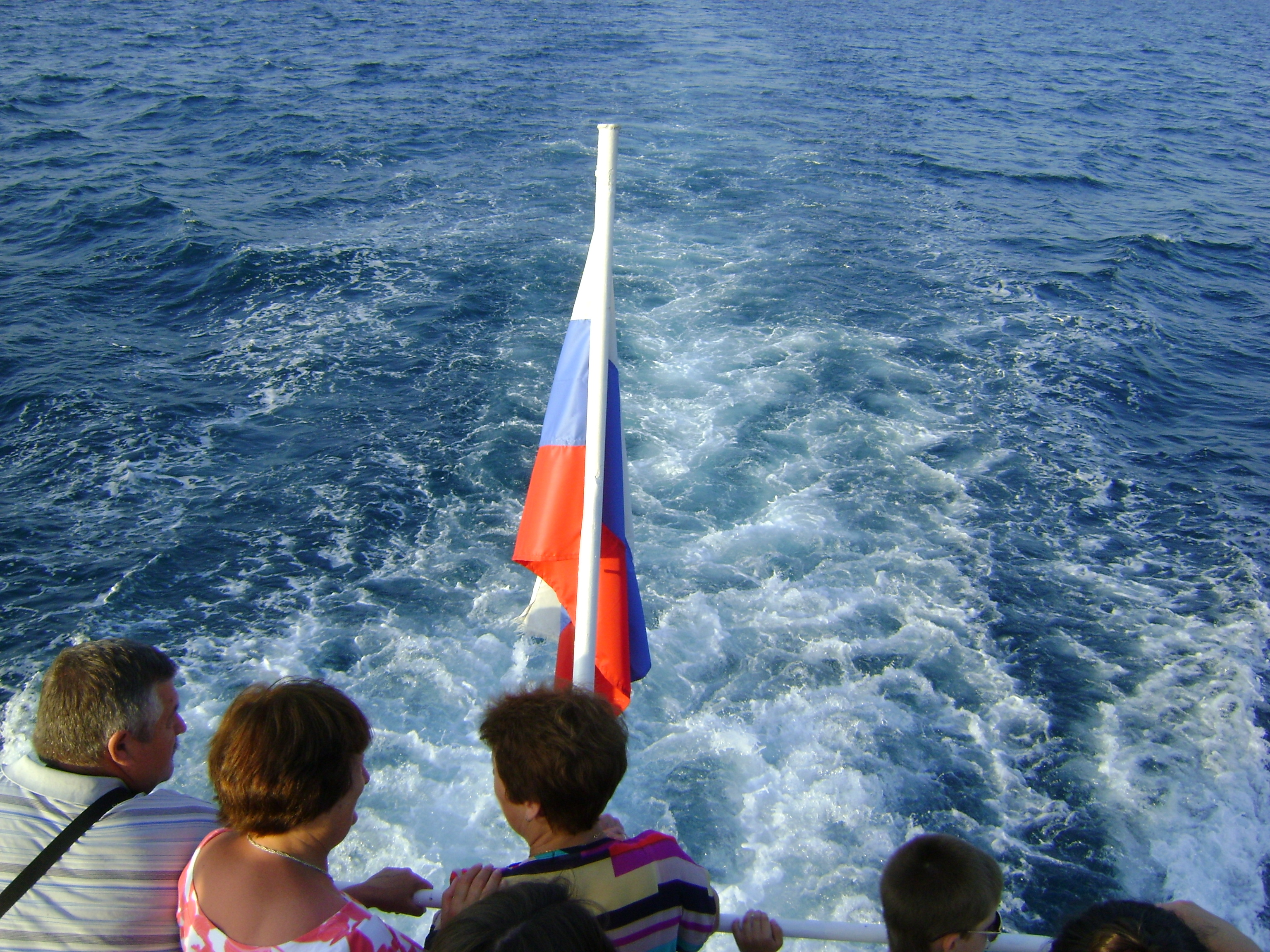
На морській прогулянці